# Blanca Arena
Blanca Arena ist eine Ortschaft in Uruguay.

## Geographie
Sie befindet sich auf dem Gebiet des Departamento Colonia in dessen südlichem Teil im Sektor 4. Blanca Arena grenzt mit seiner südlichen Seite unmittelbar an die Küste des Río de la Plata. Wenige Kilometer östlich liegt Playa Parant. Bis zur westlich gelegenen Stadt Juan Lacaze beträgt die Entfernung circa zwölf Kilometer.

## Einwohner
Der Ort hatte bei der Volkszählung im Jahr 2011 69 Einwohner, davon 31 männliche und 38 weibliche.
| Jahr | Einwohner |
| ---- | --------- |
| 1963 | 15        |
| 1975 | 9         |
| 1985 | 18        |
| 1996 | 51        |
| 2004 | 44        |
| 2011 | 69        |

Quelle: Instituto Nacional de Estadística de Uruguay